# Reimermühle (Weiding)
Reimermühle ist ein Ort der Gemeinde Weiding im Oberpfälzer Landkreis Schwandorf in Bayern.
Die Einöde Reimermühle liegt am Osthang des Lüßberges ungefähr zwei Kilometer nordöstlich von Weiding. Sie ist kein amtlich benannter Gemeindeteil, sondern wird dem Pfarrdorf Weiding zugerechnet.